# Luzit
Luzit (hebrejsky לוּזִית, v oficiálním přepisu do angličtiny Luzit) je vesnice typu mošav v Izraeli, v Jeruzalémském distriktu, v Oblastní radě Mate Jehuda.

## Geografie
Leží v nadmořské výšce 192 metrů na pomezí zemědělsky využívané pahorkatiny Šefela a západního okraje zalesněných svahů Judských hor. Jižním a východním směrem leží rozsáhlý lesní komplex.
Obec se nachází 27 kilometrů od břehu Středozemního moře, cca 44 kilometrů jihovýchodně od centra Tel Avivu, cca 34 kilometrů jihozápadně od historického jádra Jeruzalému a 12 kilometrů jihozápadně od Bejt Šemeš. Luzit obývají Židé, přičemž osídlení v tomto regionu je etnicky převážně židovské.
Luzit je na dopravní síť napojen pomocí lokální silnice číslo 353.

## Dějiny
Luzit byl založen v roce 1955. Novověké židovské osidlování tohoto regionu začalo po válce za nezávislost tedy po roce 1948, kdy Jeruzalémský koridor ovládla izraelská armáda a kdy došlo k vysídlení většiny zdejší arabské populace. Zhruba dva kilometry jihovýchodně od dnešního mošavu stála do roku 1948 vesnice Dejr al-Duban. V obci se nacházely starší stavební pozůstatky jako mozaikové podlahy a hrobky. Roku 1931 žilo v Dejr al-Duban 543 lidí v 112 domech. Izraelci byl Dejr al-Duban dobyt v říjnu 1948. Zástavba pak byla zcela zbořena.
Ke zřízení dnešního mošavu došlo 7. října 1955. Zakladateli vesnice byli Židé z Maroka. Původně se nazývala Dir Duban Bet (דיר דובן ב) podle nedaleké vysídlené arabské vesnice. Nynější jméno odkazuje na místní druh mandlovníku. Jižně od vesnice se nachází jeskynní areál.

## Demografie
Podle údajů z roku 2014 tvořili naprostou většinu obyvatel v Luzit Židé (včetně statistické kategorie "ostatní", která zahrnuje nearabské obyvatele židovského původu ale bez formální příslušnosti k židovskému náboženství).
Jde o menší obec vesnického typu s dlouhodobě mírně rostoucí populací. K 31. prosinci 2014 zde žilo 618 lidí. Během roku 2014 populace stoupla o 12,6 %.
| Rok            | 1961 | 1972 | 1983 | 1995 | 2001 | 2003 | 2004 | 2005 | 2006 | 2007 | 2008 | 2009 | 2010 | 2011 | 2012 | 2013 | 2014 |
| -------------- | ---- | ---- | ---- | ---- | ---- | ---- | ---- | ---- | ---- | ---- | ---- | ---- | ---- | ---- | ---- | ---- | ---- |
| Počet obyvatel | 220  | 286  | 311  | 296  | 326  | 320  | 341  | 337  | 344  | 348  | 352  | 371  | 387  | 422  | 497  | 549  | 618  |